# Mimetasteridae
Mimetaterídeos (em latim: Mimetateridae) são a família família de artrópodes do Devoniano pertencente à ordem dos mimetasterides.  Foi proposta por Birenheide em 1971. Engloba os gêneros Mimetaster e Paramarria.